# Mistrzostwa Europy w Lekkoatletyce 2016 – bieg na 100 m mężczyzn
Bieg na 100 metrów mężczyzn – jedna z konkurencji biegowych rozgrywanych podczas lekkoatletycznych mistrzostw Europy na Olympisch Stadion w Amsterdamie.
Do rywalizacji nie przystąpił obrońca tytułu mistrzowskiego z poprzednich mistrzostw, Brytyjczyk James Dasaolu.

## Rekordy
Tabela prezentuje rekord świata, rekord Europy, rekord mistrzostw Europy, najlepsze osiągnięcie na Starym Kontynencie, a także najlepszy rezultat na świecie w sezonie 2016 przed rozpoczęciem mistrzostw.
|                                        | Zawodnik         | Wynik | Miejsce   | Data                  |
| -------------------------------------- | ---------------- | ----- | --------- | --------------------- |
| Rekord świata                          | Usain Bolt       | 9,58  | Berlin    | 16 sierpnia 2009(dts) |
| Rekord Europy                          | Francis Obikwelu | 9,86  | Ateny     | 22 sierpnia 2004(dts) |
| Rekord mistrzostw Europy               | Francis Obikwelu | 9,99  | Göteborg  | 8 sierpnia 2006(dts)  |
| Najlepszy wynik na świecie w 2016 roku | Justin Gatlin    | 9,80  | Eugene    | 3 lipca 2016(dts)     |
| Najlepszy wynik w Europie w 2016 roku  | Jimmy Vicaut     | 9,86  | Montreuil | 7 czerwca 2016(dts)   |

## Najlepsze wyniki w Europie
Poniższa tabela przedstawia 10 najlepszych rezultatów na Starym Kontynencie w 2016 roku tuż przed rozpoczęciem mistrzostw
| Poz. | Zawodnik                 | Reprezentacja   | Wynik | Data i miejsce                 |
| ---- | ------------------------ | --------------- | ----- | ------------------------------ |
| 1.   | Jimmy Vicaut             | Francja         | 9,86  | 7 czerwca, Montreuil           |
| 2.   | Jak Ali Harvey           | Turcja          | 9,92  | 12 czerwca, Erzurum            |
| 3.   | Julian Reus              | Niemcy          | 10,03 | 24 czerwca, Zeulenroda-Triebes |
| 4.   | Chijindu Ujah            | Wielka Brytania | 10,06 | 22 maja, Loughborough          |
| 4.   | Bruno Hortelano          | Hiszpania       | 10,06 | 23 czerwca, Madryt             |
| 6.   | Churandy Martina         | Holandia        | 10,08 | 22 maja, Hengelo               |
| 7.   | Nethaneel Mitchell-Blake | Wielka Brytania | 10,09 | 16 kwietnia, Austin            |
| 7.   | Christophe Lemaitre      | Francja         | 10,09 | 26 czerwca, Angers             |
| 9.   | Zharnel Hughes           | Wielka Brytania | 10,10 | 16 kwietnia, Kingston          |
| 9.   | Serhij Smełyk            | Ukraina         | 10,10 | 12 czerwca, Erzurum            |

Pogrubioną czcionką oznaczono zawodników, którzy wystartowali na mistrzostwach.

## Terminarz
| Data    | Godzina |            |
| ------- | ------- | ---------- |
| 6 lipca | 12:40   | Eliminacje |
| 7 lipca | 18:00   | Półfinały  |
| 7 lipca | 19:50   | Finał      |

## Rezultaty

### Eliminacje
Z biegu w eliminacjach zwolnieni zostali zawodnicy plasujący się w czołowej „12” list europejskich w sezonie 2016.

Źródło: european-athletics.org
| Miejsce | Bieg | Tor | Zawodnik               | Reprezentacja   | Czas  | Uwagi |
| ------- | ---- | --- | ---------------------- | --------------- | ----- | ----- |
| 1.      | 3    | 5   | Ramil Guliyev          | Turcja          | 10,21 | Q     |
| 2.      | 3    | 7   | Ojie Edoburun          | Wielka Brytania | 10,24 | Q     |
| 2.      | 1    | 8   | Richard Kilty          | Wielka Brytania | 10,24 | Q     |
| 2.      | 4    | 3   | Filippo Tortu          | Włochy          | 10,25 | Q     |
| 5.      | 3    | 3   | Massimiliano Ferraro   | Włochy          | 10,26 | Q,    |
| 5.      | 2    | 6   | Solomon Bockarie       | Holandia        | 10,26 | Q     |
| 7.      | 2    | 4   | Alex Wilson            | Szwajcaria      | 10,30 | Q,    |
| 8.      | 2    | 3   | Jan Veleba             | Czechy          | 10,30 | Q     |
| 9.      | 4    | 8   | Lucas Jakubczyk        | Niemcy          | 10,35 | Q     |
| 9.      | 2    | 2   | Przemysław Słowikowski | Polska          | 10,35 | q,    |
| 11.     | 1    | 7   | Hensley Paulina        | Holandia        | 10,32 | Q     |
| 12.     | 3    | 2   | Rytis Sakalauskas      | Litwa           | 10,32 | q     |
| 13.     | 1    | 4   | Ángel David Rodríguez  | Hiszpania       | 10,34 | Q     |
| 14.     | 4    | 4   | Ján Volko              | Słowacja        | 10,36 | Q     |
| 15.     | 4    | 7   | János Sipos            | Węgry           | 10,37 | q     |
| 16.     | 4    | 5   | Remigiusz Olszewski    | Polska          | 10,38 | q     |
| 17.     | 1    | 6   | Marek Niit             | Estonia         | 10,40 |       |
| 18.     | 1    | 5   | Giovanni Galbieri      | Włochy          | 10,40 |       |
| 19.     | 3    | 4   | Diogo Antunes          | Portugalia      | 10,41 |       |
| 19.     | 1    | 2   | Jakub Matúš            | Słowacja        | 10,41 |       |
| 21.     | 1    | 3   | Carlos Nascimento      | Portugalia      | 10,54 |       |
| 22.     | 3    | 8   | Markus Fuchs           | Austria         | 10,56 |       |
| 23.     | 2    | 7   | Denis Dimitrow         | Bułgaria        | 10,57 |       |
| 24.     | 2    | 8   | Wołodymyr Suprun       | Ukraina         | 10,58 |       |
| 25.     | 4    | 2   | Emil Ibrahimow         | Ukraina         | 10,61 |       |
| 37 !    | 3    | 6   | Witalij Korż           | Ukraina         | DNF   |       |
| 37 !    | 2    | 5   | Kevin Moore            | Malta           | DSQ   |       |
| 37 !    | 4    | 6   | Reto Schenkel          | Szwajcaria      | DNS   |       |

### Półfinały
| Miejsce | Bieg | Tor | Zawodnik               | Reprezentacja   | Czas  | Uwagi |
| ------- | ---- | --- | ---------------------- | --------------- | ----- | ----- |
| 1.      | 1    | 3   | Jimmy Vicaut           | Francja         | 10,03 | Q     |
| 2.      | 1    | 6   | James Ellington        | Wielka Brytania | 10,04 | Q,    |
| 2.      | 2    | 6   | Jak Ali Harvey         | Turcja          | 10,04 | Q     |
| 4.      | 1    | 4   | Ramil Guliyev          | Turcja          | 10,07 | q,    |
| 5.      | 1    | 7   | Solomon Bockarie       | Holandia        | 10,13 | q,    |
| 6.      | 3    | 6   | Richard Kilty          | Wielka Brytania | 10,15 | Q     |
| 7.      | 1    | 5   | Lucas Jakubczyk        | Niemcy          | 10,16 | SB    |
| 8.      | 2    | 3   | Churandy Martina       | Holandia        | 10,16 | Q     |
| 9.      | 2    | 7   | Filippo Tortu          | Włochy          | 10,19 | PB    |
| 10.     | 2    | 4   | Ojie Edoburun          | Wielka Brytania | 10,20 |       |
| 11.     | 3    | 4   | Bruno Hortelano        | Hiszpania       | 10,22 | Q     |
| 12.     | 3    | 3   | Julian Reus            | Niemcy          | 10,22 |       |
| 13.     | 1    | 8   | Massimiliano Ferraro   | Włochy          | 10,26 | =     |
| 13.     | 2    | 5   | Stuart Dutamby         | Francja         | 10,26 |       |
| 15.     | 1    | 1   | Przemysław Słowikowski | Polska          | 10,27 | PB    |
| 16.     | 1    | 2   | Jan Veleba             | Czechy          | 10,28 | =     |
| 17.     | 3    | 5   | Emre Zafer Barnes      | Turcja          | 10,31 |       |
| 18.     | 3    | 8   | Hensley Paulina        | Holandia        | 10,33 |       |
| 19.     | 3    | 2   | Alex Wilson            | Szwajcaria      | 10,34 |       |
| 20.     | 2    | 2   | Rytis Sakalauskas      | Litwa           | 10,40 |       |
| 21.     | 3    | 1   | Ján Volko              | Słowacja        | 10,43 |       |
| 22.     | 3    | 7   | János Sipos            | Węgry           | 10,47 |       |
| 23.     | 2    | 8   | Remigiusz Olszewski    | Polska          | 10,56 |       |
| 24.     | 2    | 1   | Ángel David Rodríguez  | Hiszpania       | 12,13 |       |

### Finał
| Miejsce | Tor | Zawodnik         | Reprezentacja   | Czas  | Uwagi |
| ------- | --- | ---------------- | --------------- | ----- | ----- |
| 1 !     | 8   | Churandy Martina | Holandia        | 10,07 | SB    |
| 2 !     | 5   | Jak Ali Harvey   | Turcja          | 10,07 |       |
| 3 !     | 6   | Jimmy Vicaut     | Francja         | 10,08 |       |
| 4.      | 9   | Bruno Hortelano  | Hiszpania       | 10,12 |       |
| 5.      | 7   | James Ellington  | Wielka Brytania | 10,19 |       |
| 6.      | 3   | Ramil Guliyev    | Turcja          | 10,23 |       |
| 7.      | 2   | Solomon Bockarie | Holandia        | 10,25 |       |
| –       | 4   | Richard Kilty    | Wielka Brytania | DSQ   |       |